# Port Nord de Paldiski
Le port Nord de Paldiski (estonien : Paldiski Põhjasadam, code EE PLN) est un port de marchandise à Paldiski en Estonie.
Il est situé sur la côte sud-ouest de la péninsule de Pakri, dans la partie nord-est de la baie de Pakri, à côté du port Sud de Paldiski,.

## Présentation
Le port Sud a une superficie de 157 886 m2 de terre et 792 062 m2 d'eau.
Le port dispose de 5 postes à quai d'une longueur totale de 1 309 m.
La plus grande profondeur à quai est de 11,8 m.
Il existe un service régulier de navires rouliers entre le port Nord de Paldiski et, entre-autres, Hanko, Kapellskär, Saint-Pétersbourg, Anvers.
Le port appartient à la société Paldiski Sadamate.

## Galerie

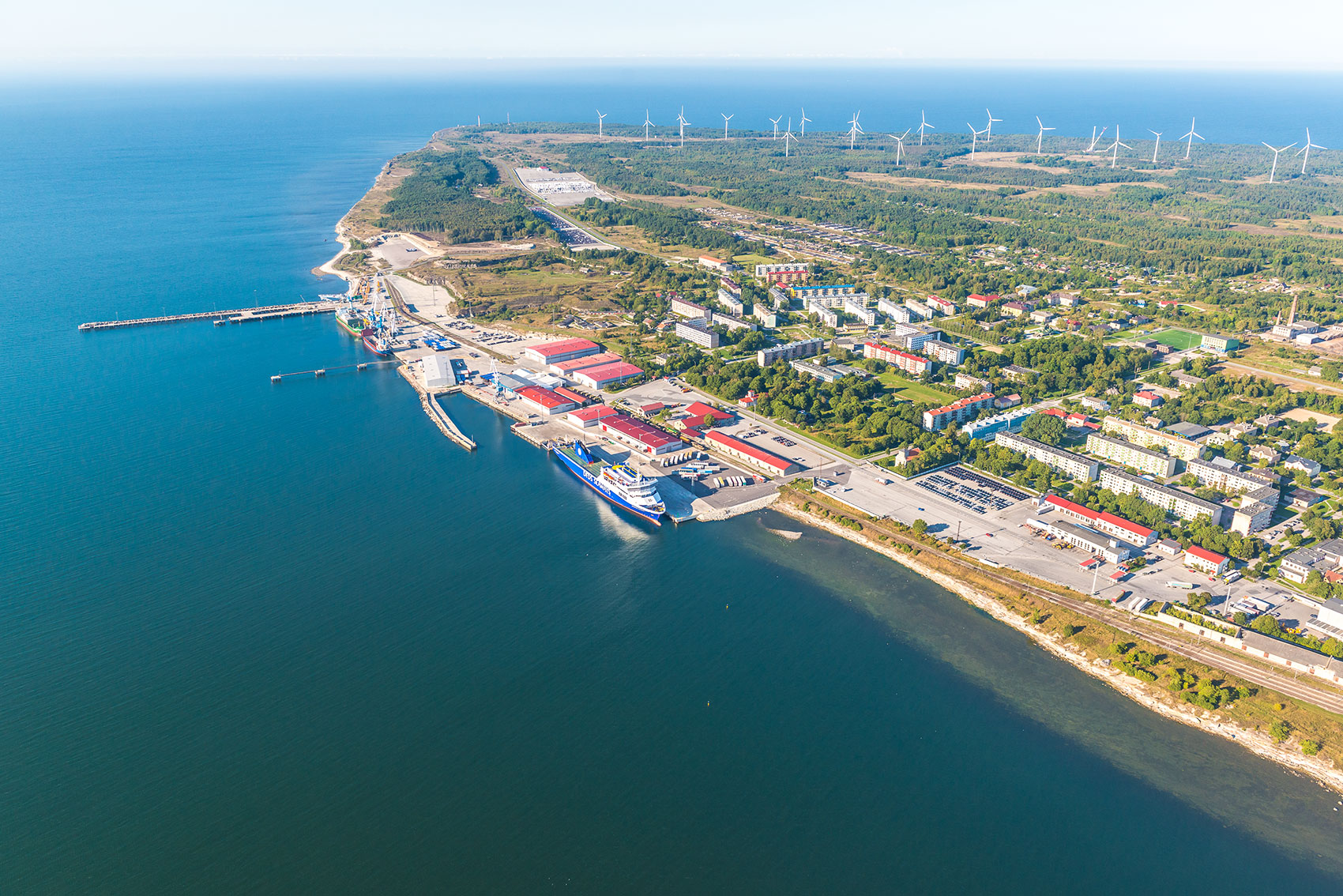